# Сан-Соссьо-Барония
Сан-Соссьо-Барония (итал. San Sossio Baronia) — коммуна в Италии, располагается в регионе Кампания, в провинции Авеллино.
Население составляет 1914 человек (на 2001 г.), плотность населения составляет 101 чел./км². Занимает площадь 19 км². Почтовый индекс — 83050. Телефонный код — 0827.
Покровителем коммуны почитается святой Соссий (San Sossio), празднование 29 апреля.